# Gefecht bei Saint-Dizier
Frühjahrsfeldzug 1813
Lüneburg – Möckern – Halle – Großgörschen – Gersdorf – Bautzen – Reichenbach – Nettelnburg – Haynau – Halberstadt – Luckau
Herbstfeldzug 1813

Großbeeren – Katzbach – Dresden – Hagelberg – Kulm – Dennewitz – Göhrde – Altenburg – Wittenberg – Wartenburg – Liebertwolkwitz – Leipzig – Torgau – Hanau – Hochheim – Danzig
Winterfeldzug 1814

Épinal – Colombey – Brienne – La Rothière – Champaubert – Montmirail – Château-Thierry – Vauchamps – Mormant – Montereau – Bar-sur-Aube – Soissons – Craonne – Laon – Reims – Arcis-sur-Aube – Fère-Champenoise – Saint-Dizier – Claye –  Paris
Sommerfeldzug von 1815

Quatre-Bras – Ligny – Waterloo – Wavre – Paris
Das Gefecht bei Saint-Dizier fand statt am 26. März 1814 während des Winterfeldzuges der Befreiungskriege zwischen französischen Truppen unter Napoleons persönlicher Führung und russischer Kavallerie der Schlesischen Armee unter Ferdinand von Wintzingerode.
Ins Gefecht kamen fast ausschließlich Reiter, etwa 18.000 an der Zahl. Marschall MacDonald schwärmte von dem Gesehenen in seinen Memoiren: 

„…auf der Ebene von Saint-Dizier… entspann sich nunmehr ein Kavalleriegefecht, wie ich es seit Beginn des Krieges noch nie großartiger gesehen hatte.“

## Vorgeschichte

### Die Bewegungen der französischen Truppen
Am 23. März 1814 befand sich Napoleon mit der Alten Garde und der Gardekavallerie in Saint-Dizier und befahl den weiter nördlich stehenden französischen Korps unter Marschall Ney und Marschall MacDonald, ihm am nächsten Tage nach Süden zu folgen. Um 4:00 Uhr morgens des nächsten Tages, dem 24. März 1814, marschierte die Alte Garde und die begleitende Kavallerie unter Lefebvre-Desnouettes und Letort auf der Straße nach Wassy ab. Am Abend dieses Tages erreichten sie Doulevant, die Kavallerie streifte noch voraus bis Daillancourt,
Nully und Colombey-les-Deux-Églises. Das Korps von Marschall Ney stand zwischen Saint-Dizier und Wassy, während MacDonalds Truppen noch nordwestlich von Saint-Dizier an der Marne biwakierten.
Am folgenden 25. März 1814 erreichte die französische Kavallerie Bar-sur-Aube und Brienne-la-Vieille und sie stand vor Chaumont. Napoleon blieb an diesem Tage in Doulevant, denn er war sich im Unklaren über den Verbleib der Koalitionstruppen. Man hatte ihm gemeldet, dass Bar-sur-Aube und Troyes geräumt worden wären, aber es fehlte ihm Gewissheit über den Verbleib der feindlichen Truppen, wie er freimütig an seine Marschalle schrieb. Am Nachmittag lief nun die Meldung ein, dass sich etwa 10.000 feindliche Reiter von Vitry-le-Francois kommend Saint-Dizier näherten. Als dann am Abend noch der Bericht eintraf, dass diese Truppen Saint-Dizier erreicht hätten und dort Quartiere für den Zaren und den preußischen König requirierten, teilte Napoleon um 21:00 Uhr seinen Marschallen mit, dass er umkehren werde, um diesen Feind – den er für einen wesentlichen Teil der Böhmischen Armee halten musste – am nächsten Tage anzugreifen. Tatsächlich stand den Franzosen aber nur ein einziges Reiterkorps unter Wintzingerode gegenüber, das ausgesandt worden war, um den Franzosen zu folgen und sie zu beobachten. Das Gerücht von der Anwesenheit der Monarchen war als List ausgestreut worden, um Napoleon in die Irre zu führen. Beide befanden sich weit entfernt mit dem Gros ihrer Truppen auf dem Zug nach Paris.
Um 2:30 am Morgen des 26. März 1814 brach Napoleon mit seinen Truppen von Doulevant auf und erreicht mit der Morgendämmerung Wassy. Dort wurde ihm mitgeteilt, nur die Kosaken Tettenborns hätten bisher die Marne überschritten und wären bis Eclaron vorgerückt. Napoleon befahl sofort, mit allen verfügbaren Truppen vorzurücken und den Feind anzugreifen.

### Entscheidungen auf Seiten der Koalition
Am Nachmittag des 23. März 1814 hatten Zar Alexander, der preußische König Friedrich Wilhelm III. und der Oberkommandierende der Koalitionstruppen Fürst Schwarzenberg in einem Kriegsrat in Pougy gemeinsam beschlossen, Napoleon nicht weiter zu folgen, sondern zunächst die Vereinigung mit der Schlesischen Armee Blüchers abzuwarten. In den nächsten Stunden wurde bereits bekannt, dass das nächst stehende Korps der Schlesischen Armee unter Wintzingerode bereits Chalons eingenommen hatte und dass dessen Vorhut bald Vitry-le-Francois erreichen würde, an dem die französische Armee gerade vorbeigezogen war.
Am Abend des 23. März 1813 um 20:00 Uhr verließen die Monarchen und Fürst Schwarzenberg Pougy und reisten weiter nach Sompuis, das sie am frühen Morgen des nächsten Tages, dem 24. März 1814 erreichten. Auf dem Wege dorthin überschritten sie die Aube auf einer Behelfsbrücke bei Nogent-sur-Aube. Um 10:00 Uhr fuhr man auf der Straße nach Vitry weiter. Gegen Mittag rief Zar Alexander alle zu einem neuen Kriegsrat auf freiem Felde zusammen und schlug in Abstimmung mit seinem persönlichen Stabe vor, dass beide Armeen der Koalitionstruppen, die Böhmische Armee und die Schlesische Armee, gemeinsam nach Paris ziehen sollten, um in der französischen Hauptstadt endgültig den Sturz Napoleons herbeizuführen. Nur ein kleines Reiterkorps sollte diesen Zug gegen die französische Armee an der Marne decken. Man einigte sich sehr schnell auf diesen Vorschlag und bald wurden die erforderlichen Befehle ausgesendet. Das genannte Reiterkorps sollte das russische Korps Wintzingerode der Schlesischen Armee stellen. Der erforderliche Befehl erfolgte durch Zar Alexander persönlich, der auch anordnete, dass Wintzingerode selbst das Kommando zu übernehmen habe. Die Infanterie des Korps hatte sich unter dem Befehl von Woronzow an dem Zug auf Paris zu beteiligen.
Wintzingerode befehligte 7 Regimenter leichte Kavallerie, 16 Kosaken-Pulks, ein Jäger-Regiment und 5 reitende Batterien, zusammen etwa 10.000 Reiter und 800 Infanteristen. Zu diesem Reiterkorps gehörten auch die Kosaken Tettenborns und Tschernyschows, die die Vorhut bildeten, und die Kosaken Benckendorffs.

## Das Gefecht

### Vorstoß Tettenborns
Als die Kosaken Tettenborns sich am 25. März 1814 von Vitry kommend am rechten Ufer der Marne Saint-Dizier näherten, sahen sie am anderen Ufer die Kolonnen der Nachhut des französischen Korps Gérard, das Saint-Dizier auf dem Marsch nach Wassy verlassen hatte. Damals wie heute führt die Straße von Saint-Dizier nach Wassy (oder Montier-en-Der) zunächst am linken Marneufer zurück nach Westen, ehe sie bei Valcourt nach Süden abbiegt. Dieser Umstand führte dazu, dass sich die feindlichen Truppen bis auf Sichtweite näherten. Auf Höhe des Dorfes Hoéricourt ließ Tettenborn seine acht Geschütze in Stellung bringen und wirkungsvoll auf die abziehenden Franzosen auf dem gegenüberliegenden Ufer feuern.
Die Franzosen wehrten sich mit dem Feuer aus 16 Geschützen und sandten auch einige hundert Mann, die durch die Marne wateten und die russischen Geschütze angriffen. Diese wurden jedoch von den russischen Husaren erfolgreich verteidigt. In der Gegenrichtung ging ein Kosaken-Pulk über die Marne, um unter den Franzosen Unruhe zu stiften.
Erst in der Dämmerung zog Gérard seine Geschütze ab, worauf Tettenborns Kosaken sofort die Marne durchquerten, den Franzosen folgten und noch das Dorf Humbecourt besetzen konnten. Dort mussten sie aber wegen der erdrückenden Masse der Feinde stehen bleiben. In der Nacht konnten die Kosaken um sich unzählige Biwakfeuer sehen. Aus deren großer Zahl schlossen sie zu Recht darauf, dass mehrere französische Korps um sie herum lagerten.
Tettenborn verbrachte die Nacht in Eclaron, Wintzingerode und das Gros der russischen Reiter hatte Saint-Dizier erreicht, wo der General die Nacht verbrachte.
Am nächsten Morgen des 26. März 1814 wurden die Kosaken sofort aus Humbecourt vertrieben. Ein Versuch den Ort wiederzuerobern schlug fehl, da sich nun große Massen französischer Truppen zeigten. Wintzingerode begab sich zu Tettenborn, als dieser die Zahl der Franzosen bereits auf 15 bis 20 Tausend schätzte. Wintzigerode kehrte auf das rechte Marneufer zurück. Tettenborn aber führte seine Reiter zu einem weiteren Angriff auf die Franzosen entlang der Straße nach Humbecourt, ehe sich die Kosaken unter ständigen Abwehrgefechten über die Furt bei Valcourt auf das andere Ufer der Marne zurückzogen.
Zu dieser Zeit wurde die Zahl der Franzosen auf dem linken Marneufer bereits auf 30 Tausend geschätzt.

### Angriff der Franzosen
Kurz vor Mittag traf Napoleon bei Valcourt ein. Er ordnete sofort an, alle verfügbaren Geschütze in Stellung zu bringen und auf die russischen Reiter auf der anderen Seite des Flusses zu feuern. Dann überquerte die französische Kavallerie die Marne : Zunächst die 4 Divisionen der Gardekavallerie unter Sébastiani, dann die Dragoner Milhauds gefolgt von den Dragonern Kellermanns, dann die Kürassiere Germains und die Reiter Lefebvre-Desnouettes. Es waren bereits 10.000 französische Kavalleristen rechts der Marne zusammengekommen, als Tettenborn die letzte Chance zu einem Angriff sah. Es war ihm aber nicht mehr möglich, sich mit den anderen Divisionen Wintzingerodes abzustimmen. So griffen Tettenborns 4.000 Kosaken allein die Masse der französischen Kavallerie an und erzielten einige Erfolge, ehe sie sich, um nicht eingekreist zu werden, auf der Straße nach Vitry zurückzogen. Von den Franzosen energisch verfolgt und den eigenen Gepäckwagen behindert konnten sie sich erst bei Perthes wieder sammeln und später im Schutze der Dunkelheit bis Vitry zurückziehen.
Wintzingerode hatte den Entschluss gefasst, für seine Truppen die Straße nach Bar-le-Duc als Rückzugslinie freizuhalten. Dies galt insbesondere für die Infanteristen, von denen 600 Saint-Dizier besetzt hielten. Diese Straße verließ aber Saint-Dizier auf der von der Marne abgelegenen Seite, so dass Wintzingerodes Reserven, die er dort aufstellte, vom Gefechtsgeschehen so weit entfernt waren, dass sie nicht zur Geltung kamen.
Als die französische Kavallerie die Marne durchquert hatte, rückte die Infanterie den Fluss durchwatend nach. Eine ungewöhnliche Maßnahme in der winterlichen Kälte und einer Gegend, in der es überall an Feuerholz fehlte, um den durchnässten Soldaten ein wärmendes und trocknendes Feuer zu bieten. Nur die Infanterie Oudinots rückte weiter auf der Straße nach Saint-Dizier vor, um den Ort zurückzuerobern.
Als nun auch die französische Infanterie am rechten Ufer der Marne in das Gefecht kam, wurde die Stellung der letzten 3.000 Dragoner Wintzingerodes aussichtslos. Sie zogen sich zurück und versuchten die Straße nach Bar-le-Duc zu gewinnen und sich mit den Reserven Wintzingerodes zu vereinen.

### Fluchtartiger Rückzug der Russen
Die französische Kavallerie verfolgte die russische sofort und trieb zunächst den rechten Flügel ihrer Reserven vor dem Wald von Trois Fontaines auseinander und in die Flucht. Die russischen Reiter versuchten, mit ihren Pferden Wege durch den Wald zu finden und die Straße nach Bar-le-Duc zu erreichen.
Die Kosaken Benckendorffs waren die letzten russischen Reiter, die an der Straße nach Bar-le-Duc noch Widerstand leisten konnten, da ihre Position zunächst durch sumpfiges Gelände geschützt war. Dann mussten sie sich mit den verbliebenen russischen Husaren zurückziehen in ständigem Gefecht mit den nachrückenden französischen Reitern. Nördlich des Dorfes Brillon konnten sie wieder eine feste Stellung beziehen, denn die einbrechende Dunkelheit schützte sie vor weiterer Verfolgung.
Die russischen Jäger in Saint-Dizier leisteten bis zum Nachmittag Widerstand, dann mussten sie den Truppen Oudinots weichen und versuchten nach Bar-le-Duc zu entkommen. Außerhalb der Stadt fielen aber die französischen Kavalleristen über sie her, jagten und verfolgten sie. Nur einzelne konnten durch die Wälder fliehen und sich nach Bar-le-Duc durchschlagen.

## Die nächsten Tage
Ab 10:00 Uhr vormittags des folgenden Tages, des 27. März 1814, marschierte das Gros der französischen Armee unter Napoleons persönlicher Führung bis Vitry. Nur die Division Oudinots ging nach Bar-le-Duc.
Vor Vitry, das noch immer von Preußen besetzt war, die die Franzosen eifrig beschossen, hielt Napoleon mit seinen anwesenden Marschallen Kriegsrat. Da alle gefangenen Gegner einhellig aussagten, dass das Gros der Koalitionsarmee auf dem direkten Wege nach Paris sei, beschloss Napoleon nach einigem Zögern, ebenfalls dorthin zu gehen. Um die Gegner zu umgehen, wählte man hierzu den Umweg über Troyes. Am Abend des 27. März 1814 marschierten alle Franzosen zurück nach Saint-Dizier und um 3:00 Uhr des nächsten Morgens, dem 28. März 1814, weiter in 4 Kolonnen über Wassy, Doulevant und Vendeuvre
auf Troyes.
Wintzingerode traf erst am 28. März 1814 in Chalons wieder mit den Kosaken Tettenborns zusammen. Gemeinsam marschierte sie nach Süden und besetzten am späten Abend wieder Saint-Dizier. Dort fanden auch die Kosaken Tschernyschows zu ihrem Korps zurück. Das vereinte Reiterkorps Wintzingerodes ging am 29. März 1814 bis Montier-en-Der vor und besetzte am nächsten Tag, dem 30. März 1814, Troyes, ohne die davoneilenden Franzosen einzuholen.